# De Gulden Ontsporing
De Gulden Ontsporing was een gratis festival ter gelegenheid van de Vlaamse feestdag in Brussel dat op 11 juli 2009 plaatsvond. De naam was een verwijzing naar de Guldensporenslag op 11 juli 1302, waarbij een Vlaams volksleger een Frans huurleger versloeg nabij Kortrijk; de Vlaamse Gemeenschap en het Vlaams Gewest hebben ter herinnering aan dit feit 11 juli tot Vlaamse feestdag gemaakt.
Op diverse locaties was er het groot muziek met optredens van verschillen onbekende artiesten. Er was het groot geweld met een akoestisch en versterkt podium op het Sint-Katelijneplein, het groot theater, straattheater en een kinderprogrammering. Het hoogtepunt van de dag was de AB Supersterrenshow op de Grote Markt met Gabriel Rios, Paul Michiels, Leki, Stan Van Samang, Yevgueni, Guido Belcanto, Sioen, Lady Linn en Alex Roeka. Peter Van de Veire presenteerde alles en Bert Gielen had de leiding van de band. De artistieke leiding was in handen van Kobe Proesmans. De show werd live uitgezonden op Één.  
De Gulden Ontsporing wordt georganiseerd door de AB met de steun de Vlaamse Overheid. Onder andere Poppunt,  Kunsthumaniora Brussel en Vlamo organiseerden mee.

## Websites
- De Gulden Ontsporing
- Vlaanderen Feest! editie 2009